# ملی‌گرایی پشتون
پان‌پشتونیسم یا ملی‌گرایی پشتون یک جنبش سیاسی و اجتماعی است، که این عقیده را ترویج می‌کند که پشتون‌ها مستحق یک ملت حاکم در وطن خود پشتونستان هستند که از بخش‌ های افغانستان و پاکستان با اکثریت پشتون تشکیل شده‌ است و به دنبال ایجاد یک کشور با تمامیت ارضی برای قوم پشتون هستند و خواهان به کارگیری زبان پشتو به عنوان زبان رسمی در کشور هستند. ناسیونالیسم پشتون ارتباط نزدیکی با علت حاکمیت داخلی پشتون و استقلال پشتون دارد. در افغانستان، ملی‌ گرایان پشتون به دنبال منافع گروه قومی پشتون هستند و صرفا از آن‌ ها حمایت می‌کنند. آن‌ها از ایده‌های «افغانستان بزرگ» طرفداری می‌کنند؛ یعنی ادعا می‌کنند مناطق پشتون زبان پاکستان برای افغانستان است. بنابراین، مفهوم ناسیونالیسم پشتون از نظر سیاسی و اجتماعی با ملی‌گرایی یا ناسیونالیسم افغانستان هم‌خوانی دارد.

## تاریخچه
یکی از اولین ملی‌گرایان پشتون، رهبر انقلابی قرن شانزدهم بایزید پیر روشن از وزیرستان است. یکی دیگر از ملی‌گرایان پشتون اولیه «شاعر جنگجو» قرن ۱۷ هجری خان خطاک بود که به دلیل تلاش برای تحریک پشتون‌ها برای شورش علیه حکومت گورکانی، توسط اورنگ‌زیب امپراتور مغول زندانی شد. با این وجود، پشتون‌ها علی‌رغم اشتراک یک زبان مشترک و اعتقاد به یک نژاد مشترک، پس از قرن‌ها تحت سلطۀ بیگانگان، برای اولین بار در قرن هجدهم به وحدت دست یافتند. بخش‌های شرقی پشتونستان تحت سلطۀ امپراتوری مغول قرار داشت، در حالی که قسمت‌های غربی تحت سلطۀ صفویان فارس به عنوان شرقی‌ترین استان‌های آن‌ها اداره می‌شد. در اوایل قرن هجدهم، قبایل پشتون به رهبری میرویس هوتک با موفقیت علیه صفویان در شهر قندهار قیام کردند. وی در زنجیره‌ای از رویدادها، لوی قندهار و سایر قسمت‌های جنوب افغانستان فعلی را مستقل اعلام کرد. تا سال ۱۷۳۸ امپراتوری مغول به طرز فجیعی شکست‌خورده و پایتخت آن‌ها توسط نیروهای یک حاکم جدید ایران از بین رفته و غارت شد. نابغۀ نظامی و فرمانده، نادرشاه افشار. نادر علاوه بر نیروهای فارس، ترکمن و قفقازی، احمد شاه درانی جوان و ۴۰۰۰ نیروی پشتون آموزش دیده را نیز همراهی می‌کرد.

پس از مرگ نادر شاه در سال ۱۷۴۷ و فروپاشی امپراتوری عظیم او، احمد شاه درانی امپراتوری درانی، بزرگ و قدرتمند خود را که شامل پشتونستان، و بیشتر مناطق پاکستان امروزی است را ایجاد کرد. دوبیتی معروف احمد شاه درانی ارتباط مردم با شهر منطقه‌ای قندهار را توصیف می‌کند:
دا دلی تخت زی هوراوما چی ریید کم، زیما دا اهکولی پاشتینخوی دا گره سرینا.

ترجمه: "من تخت دهلی را به یاد می‌آورم که قله‌های کوه پشتونخوا زیبا را به یاد بیاورم."
آخرین امپراتوری افغانستان در سال ۱۷۴۷ تأسیس شد و همه قبایل مختلف پشتون و همچنین بسیاری از اقوام دیگر را متحد کرد. بخش‌هایی از منطقه پشتونستان در اطراف پیشاور در اوایل قرن ۱۹ توسط رانجیت سینگ و ارتش سیک مورد حمله قرار گرفت، اما چند سال بعد آن‌ها نیز توسط راج بریتانیا، امپراتوری قدرتمند جدید که از شرق به منطقه پشتونستان رسید، شکست خوردند.
از فعالان معروف استقلال پشتون در برابر حاکمیت راج انگلیس می‌توان از خان عبدالغفار خان، عبدالصمدخان آچکزی و میرزعلی خان (فقیر ایپی) نام برد. بچه خان و پیروان او، خدای خدمتکاران، به شدت با تقاضای اتحادیه مسلمانان هندوستان برای تقسیم هند مخالفت کردند. هنگامی که کنگره ملی هند بدون مشورت با رهبران Khudai Khidmatgar پذیرش برنامۀ تقسیم را اعلام کرد، بچه خان بسیار ناراحت شد و به کنگره گفت «شما ما را به دست گرگ‌ها انداختید.» در ژوئن ۱۹۴۷، بچه خان، میرزعلی خان و جنبش خدای خدمتگر با اعلام قطعنامه‌ای، خواستار انتخاب پشتون‌ها برای داشتن یک کشور مستقل از پشتونستان شدند که تمام مناطق پشتون‌نشین هند انگلیس را تشکیل می‌دهد، به جای اینکه برای پیوستن به پاکستان ساخته شود. با این حال، راج انگلیس از پذیرش این قطعنامه خودداری کرد، به همین دلیل خدای خدمتکاران رفراندوم سال ۱۹۴۷ در استان مرزی شمال غربی را تحریم کردند. پس از ایجاد پاکستان در سال ۱۹۴۷، میرزعلی‌خان و پیروانش از به رسمیت شناختن پاکستان امتناع ورزیدند و از پایگاه خود در گوروک، وزیرستان به جنگ چریکی علیه دولت ایالت جدید ادامه دادند. میرزعلی‌خان همچنین از ایجاد پشتونستان به عنوان یک کشور مستقل خبر داد. یک جرگه پشتون که در رزمک وزیرستان برگزار شد، میرزعلی خان را به عنوان رئیس مجلس شورای ملی پشتونستان منصوب کرد. میرزعلی خان در طول زندگی تسلیم دولت پاکستان نشد.